# Mielimąka
Mielimąka – osada w Polsce położona w województwie wielkopolskim, w powiecie chodzieskim, w gminie Szamocin. Osada leży w odległości 4 kilometrów na zachód od Szamocina
W latach 1975–1998 miejscowość administracyjnie należała do województwa pilskiego.